# スーパー大浦
株式会社スーパー大浦（スーパーおおうら）は、宮崎県都城市に本社を置くスーパーマーケットを運営する企業。
本社所在地の宮崎県を中心に、都城市で食品スーパー「パシオ（PASIO）」をチェーン展開している。
宮崎県内を中心に6店舗を展開する、宮崎県のローカルスーパーマーケットチェーンである。自社プライベートブランドの「愛セレクト」を取り扱う。

## 概要
店名
社名は「スーパー大浦」であるが、店名は「PASIO」（パシオ）と表記している。PASIO(パシオ)のPASSは、変化する・前進するの意にスーパー大浦の Oを組み合わせた造語。食と人との出会いを創造する場へと変化・前進する当社の目指す方向を込めたネーミングである。
出店地域
「PASIO」（パシオ）は日本の宮崎県都城市を中心に展開するスーパーマーケットチェーンである。創業者の大浦清蔵が専売品販売、雑穀尚の家業を引き継ぎ、明治時代から商家としての歴史を持つ。その後、食品スーパーへと転換し、現在は宮崎県内に6店舗を展開している。
地域密着型
「パシオ」は、地元の食材を中心に、新鮮な食材を提供することで知られている。また、地域に密着した取り組みを行っており、地元のお祭りやイベントへの参加や、地元の農家との取り組みなども積極的に行っている。地元からの信頼を大切にし、地域貢献にも力を入れている。
社会貢献
環境面にも注力しており、SDGsの一環として、廃棄物の削減、資源の有効活用の確保を図るため、食品トレー回収を実施している。また、「PASIO」（パシオ）は、環境に優しい商品や、地元の生産者が肥料からこだわった野菜などの健康に配慮した商品も多数取り揃えている。
プライベートブランド
近年では、現在の社長である大浦元義が考案したオリジナルブランド「愛セレクト」が人気を博している。オリジナルブランド第一弾となる商品「愛の米」は、香りがよく、甘みがあり、繊細な粘りと柔らかい食感が特徴である。「パシオ」は、地域の発展や繁栄に貢献することを使命とし、地元に愛される店舗を目指している。

## 沿革
- 1902年 (明治35年): 創設者の大浦清蔵が専売品販売、雑穀尚の家業を引き継ぎ、大正、昭和にかけて商家の礎を作る。
- 1961年 (昭和36年1月): 現・代表取締役社長の大浦 元義が誕生。
- 1964年 (昭和39年4月): 有限会社 大浦商店を設立。現在の「庄内店」の地に大浦商店を建設。
- 1965年 (昭和40年): 2代目 代表取締役社長として大浦秀光が就任、食品スーパーへ転換。
- 1973年 (昭和48年): 1号店として宮崎県都城市鷹尾町に「たかお店」オープン。
- 1978年 (昭和53年): スーパーマーケットの本格始動、他店舗化の1号点として、「たかお店」の売り場を拡張。
- 1980年 (昭和55年3月): 株式会社スーパー大浦を設立「たかお店」へ本部を開設。年間売り上げ1億円突破。更に同年、年間売り上げ10億円も突破。
- 1982年 (昭和57年3月): 2号店として宮崎県都城市志比田町に「志比田店」をオープン。宮崎県でいち早くPOSレジを導入し業務の効率化を図る。
- 1982年 (昭和57年6月): 3号店として宮崎県都城市姫城町に「姫城店」オープン。生産向上のため、生肉処理加工場、鮮冷センターをたかお店隣に開設。
- 1990年 (平成4年7月): 環境問題対策（SDGs）の一環として、廃棄物の削減、資源の有効活用の確保を図るため、食品トレー回収を実施。
- 1992年 (平成4年7月): 4号店として宮崎県都城市上水流町に「志和地店」オープン。
- 1994年 (平成6年3月): 3代目 代表取締役社長として大浦元義が就任、2代目 代表取締役社長、大浦秀光は代表取締役会長に就任。
- 1995年 (平成7年2月): 1号店の「たかお店」を2回目の拡張を行い、売り場面積990m2に拡張。名称を「パシオたかお店」と改名し、生鮮食品のテナント方式による新市場型のスーパーマーケットとして新設。
- 2001年 (平成13年3月): 5号店として宮崎県都城市山之口に旧くすだストア一跡に移転させ「パシオ山之口」をオープン。
- 2001年 (平成13年7月): 6号店として宮崎県都城市早鈴町に「パシオ早鈴店」をオープン。
- 2003年 (平成15年12月): 7号店として宮崎県都城市蓑原町に「鮮ど市場たかお店」をオープン。
- 2016年 (平成28年2月): 1号店の「パシオたかお店」を3回目の改装オープン。現・代表取締役社長の大浦 元義 考案。宮崎県都城市の食材を全国にアピールするためオリジナルブランド『愛セレクト』を発表し、第一弾となる商品「愛の米」を発売開始。
- 2016年 (平成28年): 4号店の「パシオ志和池店」改装オープン。
- 2017年 (平成29年3月): 16号店の「パシオ早鈴店」改装オープン。
- 2017年 (平成29年12月): 庄内店を改装オープン、店舗名を「パシオ庄内店」と改名。
- 2018年 (平成30年): オリジナルブランド第一弾となる商品「愛の米」が販売累計1万個を達成。香りがよく、甘みがあり、繊細な粘りと柔らかい食感が人気を博す。
- 2020年 (令和2年7月): 9号店として宮崎県都城市高城町に「パシオ高城店」をオープン。
- 2023年(令和5年3月):「パシオ高城店」と合併するため「パシオ山之口店」が閉店。

## 特徴
POSシステム
POSシステムは東芝テック製を使用。1982年4月に宮崎県でいち早く導入。
POSレジとは、Point of Salesの略で、売り上げ管理をはじめとする店舗運営に必要な機能が一体化されたレジスター。これまでのレジスターと比較して、POSレジは高度な機能を持ち、売り上げ管理や在庫管理、顧客情報管理などの業務を効率化している。
ポイントカード
自社カード「パシオエコポイントカード」は地域全体での二酸化炭素削減を目指し食品トレー・透明容器を回収し、10枚毎に「パシオエコポイント」を付与するシステム。20エコポイント貯めると（100円）の割引券として利用できる。
割引クーポン
毎週木曜日と日曜日、パシオ（PASIO)ではお客様の生活をサポートするために暮らしの応援キャンペーンを実施している。このキャンペーンでは、毎週金曜日に、1回の購入合計金額が1,000円（税込）以上のお客様に1枚の割引券を渡している。割引券を利用することで購入品の10%が割引対象となり、買い物をより楽しく、お得にすることを目的としている。